# Carl Fredrik Vougt (konstnär)
Carl Fredrik Vougt (Vogt), född 1795 i Stockholm, död 1836 i Stockholm, var en svensk konduktör, målare och grafiker.
Vougt studerade konst för Fredric Westin vid Konstakademien i Stockholm 1813–1821 och belönades med smärre medaljer 1816, 1820 och 1821. Han räknades som en skicklig kopist och har med stor precision återgivit ett flertal äldre mästares verk. Under sina sista tio levnadsår var han huvudsakligen verksam som litograf och utförde ett flertal planschverk bland annat Lithografisk konstsamling samt litografier till Axel Euréns Minnen af utmärkta personer. Han medverkade i Konstakademiens utställningar ett flertal gånger 1813–1826. Vougt är representerad vid bland annat Nationalmuseum.